# Municipio de Morehead (condado de Guilford)
El municipio de Morehead (en inglés: Morehead Township) es un municipio ubicado en el  condado de Guilford en el estado estadounidense de Carolina del Norte. En el año 2010 tenía una población de 195.218 habitantes.

## Geografía
El municipio de Morehead se encuentra ubicado en las coordenadas 36°4′10.49″N 79°49′50.12″O / 36.0695806, -79.8305889.